# Western (línea Naranja)
Western es una estación en la línea Naranja del Metro de Chicago. La estación se encuentra localizada en 4901 South Western Avenue en Chicago, Illinois. La estación Western fue inaugurada el 31 de octubre de 1993.  La Autoridad de Tránsito de Chicago es la encargada por el mantenimiento y administración de la estación. 

## Descripción
La estación Western cuenta con 1 plataforma central y 2 vías. La estación también cuenta con 200 de espacios de aparcamiento.

## Conexiones
La estación es abastecida por las siguientes conexiones: 
- Rutas del CTA Buses: #48 South Damen #49 Western (servicio nocturno) #94 South California